# Dólar barbadense
El dólar barbadense (en inglés: Barbadian dollar) es la moneda nacional de Barbados, país insular situado en el Caribe. Su código ISO 4217 es "BBD". Un dólar está dividido en 100 centavos (¢).
El dólar de Barbados fue creado tras el establecimiento del Banco Central de Barbados (CBB), fundado por Orden del Parlamento de Barbados de mayo de 1972. Antes de esto Barbados y otras islas del este del mar Caribe se encontraban bajo la autoridad del Banco Central del Caribe Oriental (ECCA) y cuya moneda era el dólar del Caribe Oriental. Tiene una tasa de cambio fija de 2:1 con el dólar estadounidense desde 1975.
Muchas de las monedas en circulación en Barbados han sido acuñadas por la Real Fábrica de Moneda de Canadá.

## Monedas en circulación
| Denominación | Anverso / Reverso | Emisión   | Diámetro  | Peso    | Material      |
| ------------ | ----------------- | --------- | --------- | ------- | ------------- |
| 1 centavo    |                   | 2007—2012 | 18.86 mm  | 2.78 gm | Cobre en Zinc |
| 5 centavos   |                   | 2008—2014 | 21 mm     | 3.46 gm | Latón         |
| 10 centavos  |                   | 2017      | 17.773 mm | 2.09 gr | Cuproníquel   |
| 25 centavos  |                   | 2009      | 23.664 mm | 5.10 gr | Cuproníquel   |
| 1 dólar      |                   | 1998      | 25.85 mm  | 5.95 gr | Cuproníquel   |

## Billetes en circulación
| Denominación | Anverso | Reverso |
| ------------ | ------- | ------- |
| 2 Dólares    |         |         |
| 5 Dólares    |         |         |
| 10 Dólares   |         |         |
| 20 Dólares   |         |         |
| 50 Dólares   |         |         |
| 100 Dólares  |         |         |

## Tipos actuales de cambio
- AUD
- CAD
- EUR
- GBP
- INR
- NZD
- USD